# 浅井城 (越中国礪波郡)
浅井城（あさいじょう）は、富山県高岡市福岡町赤丸に在った日本の城（山城）。丸山城ともいう。同県射水市にあった浅井城とは別の城である。

## 規模
平野部に突き出した標高57メートルの丘陵先端部に築かれていた。低地との比高差は40メートル。2つの主要な曲輪のほか、切岸・堀切が残る。南西約600メートルにある赤丸城より規模はやや小さい。付近を旧北陸道である「山根道」、また宝達山を通り能登国志雄（現石川県宝達志水町）へと抜ける道が通っていた。北側山麓には延喜式内論社である浅井神社が所在する。
城主は、勝興寺の坊官を務め一向一揆に参加し、永禄年間（1558年-1570年）末に増山城の神保長職と衝突した下間氏や、浅井神社と関わりのある中山氏ではないかと考えられている。中山氏については、室町時代-戦国時代前期の15世紀代は浅井城を本城としていたが、16世紀代に入ると赤丸城へ移動したと考えられている。

## 歴史
天正年間（1573年-1591年）、五位庄の領主であった中山治部左衛門国松が拠り（この時、浅井城は「赤丸村の古城」と呼ばれている）、弟の次郎兵衛を赤丸城に配置している（これ以前に「下間和泉」が拠っていたらしいが、後に越前一向一揆に参加した下間頼俊の事か）。その後上杉謙信によって攻められたという。
天正9年（1580年）、中山氏が佐々成政の配下となる。
天正12年（1584年）、中山直治が能登国末森城の攻防戦において初陣を飾る。
天正13年（1585年）、富山の役によって成政は豊臣秀吉に降伏して越中国新川郡に追いやられ、中山氏も浅井城を退去した。